# Candicidin
Candicidin ist ein aus vier Komponenten bestehendes Antibiotikum. Die Hauptkomponente, Candicidin D, ist eine chemische Verbindung aus der Gruppe der Makrolide und Heptaene. Candicidin wurde zuerst 1953 von Lechevalier beschrieben und nach seiner Wirkung gegen Candida-Pilze benannt.

## Vorkommen
Candicidin kommt natürlich in Streptomyces griseus und anderen Streptomyceten vor.

## Eigenschaften
Candicidin ist ein weißer Feststoff, der unlöslich in Wasser ist.

## Verwendung
Candicidin wird als Fungizid gegen Candida albicans verwendet. Es wird nicht systemisch resorbiert und verursacht wenige toxische Erscheinungen. Seine Wirksamkeit wird noch untersucht.